# 創造の森 越中座
創造の森 越中座（そうぞうのもりえっちゅうざ）は、富山県富山市婦中町島本郷10-7にある北日本新聞の製作拠点および新聞の博物館である。2006年（平成18年）に完成し、同年8月2日に開館。展示面積は600m2。

## 諸データ
- 主要用途 - 日刊新聞印刷工場[2]
- 構造 - 鉄骨鉄筋コンクリート造一部鉄骨造地上4階建て[2]
- 敷地面積 - 21,486.13m2[3]
- 建築面積 - 4,505.52m2[3]
- 延床面積 - 9,150.20m2[3]
- 駐車場 - 97台[3]
- 建築主 - 株式会社北日本新聞社[2]
- 設計者	- 鹿島建設、一級建築士事務所[2]
- 施工者	- 鹿島建設・佐藤工業・日本海建興共同企業体、佐藤工業北陸支店、日本海建興[2]

## 概要
制作拠点としての越中座
超高速オフセット輪転機（TKS製）が2セット導入されており、1時間に18万部の印刷が可能である。なお、2011年3月より、読売新聞（北陸支社版）とスポーツ報知の印刷受託を開始した。
メディアプラザ（新聞博物館）
3階には新聞の総合博物館「メディアプラザ」が設置されている。ここでは過去の新聞の検索や新聞配達のシミュレーションゲーム、引札の制作の体験などができる。また、北日本新聞の資料展示やマリノ二型輪転機の2.5分の1模型の展示なども行われている。なお、見学は10人以上の団体に限られ事前予約が必要となる。
その他
エントランスホールの床には、富山県の衛星写真が焼き付けられている。
婦負の風、婦負の丘（芝生広場）、鵜坂野（屋上庭園）という3種類の庭やゲストハウスの「北日本倶楽部」も設置されている。

## 受賞歴
- 中部建築賞一般部門入賞[2]

## 交通
鉄道
- 富山駅より車で20分
- 高山本線 速星駅より車で5分、婦中鵜坂駅より徒歩すぐ

道路
- 北陸自動車道 富山西ICから約10分